# Josef Winkler
Josef Winkler (Kamering, Karintia, 1953. március 3.–) osztrák író.

## Élete és művei
Josef Winkler Karintiában nőtt fel, és jelenleg is Klagenfurtban lakik. 1973 és 1982 között a Klagenfurti Egyetem adminisztrációs részlegén dolgozott. Ez idő alatt többek között kiadta a Schreibarbeiten című irodalmi folyóiratot.
1979-ben Menschenkind című regényével második helyezést ért el az Ingeborg-Bachmann-Preis elnevezésű irodalmi versenyen Gert Hofmann mögött. A könyv Winkler két következő regényével együtt (Der Ackermann aus Kärnten és Muttersprache) a Das wilde Kärnten (A vad Karintia) elnevezésű trilógiát alkotja.
Műveiben központi szerepet játszik a homoszexualitás és ennek nehézségei a patriarchális és katolikus környezetben.
Winkler nős, két gyermek édesapja.

## Művei
- Menschenkind, Suhrkamp, 1979
- Der Ackermann aus Kärnten, Suhrkamp, 1980
- Muttersprache, Suhrkamp, 1982
- Die Verschleppung, Suhrkamp, 1983
- Der Leibeigene, Suhrkamp, 1987
- Friedhof der bitteren Orangen, Suhrkamp, 1990
- Das Zöglingsheft des Jean Genet, Suhrkamp, 1992
- Das wilde Kärnten (= Menschenkind, Der Ackermann aus Kärnten, Muttersprache), Suhrkamp, 1995
- Domra, Suhrkamp, 1996
- Wenn es soweit ist, Suhrkamp, 1998
- Natura Morta. Römische Novelle, Suhrkamp, 2001
- Leichnam, seine Familie belauernd, Suhrkamp, 2003
- Roppongi. Requiem für einen Vater, Suhrkamp, 2007
- Ich reiß mir eine Wimper aus und stech dich damit tot, Suhrkamp, 2008
- Der Katzensilberkranz in der Henselstraße, Suhrkamp, 2009
- Kalkutta. Tagebuch I, Bibliothek der Provinz, 2010
- Die Wetterhähne des Glücks und Die Totenkulterer von Kärnten, Wieser Verlag, 2011
- Die Realität so sagen, als ob sie trotzdem nicht wär oder Die Wutausbrüche der Engel, Suhrkamp, 2011
- Kalkutta. Tagebuch II, Bibliothek der Provinz, 2012
- Wortschatz der Nacht, Suhrkamp, 2013
- Mutter und der Bleistift, Suhrkamp, 2013
- Winnetou, Abel und ich, Suhrkamp, 2014
- Abschied von Vater und Mutter, Suhrkamp, 2015
- Lass dich heimgeigen, Vater oder Den Tod ins Herz mir schreibe, Suhrkamp, 2018
- Kalkutta. Tagebuch III, Bibliothek der Provinz, 2018
- Der Stadtschreiber von Kalkutta, Suhrkamp, 2019